# Ludy tureckie

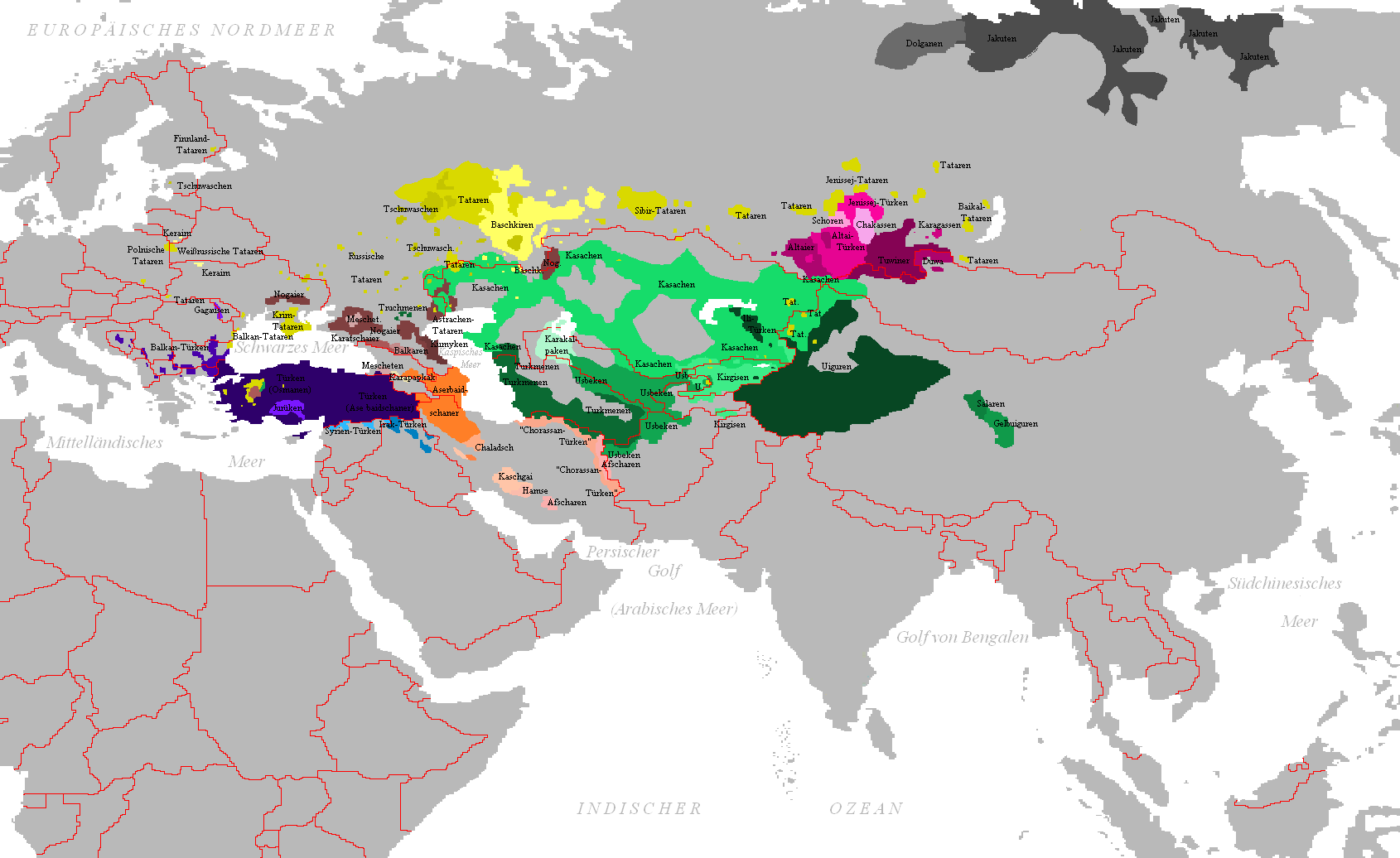
Rozmieszczenie języków z turkijskiej grupy językowej

Ludy tureckie, ludy turkijskie (także turańskie, turskie, turkskie) – rodzina ludów wspólnego pochodzenia i kultury, posługujących się językami turkijskiej rodziny językowej. Zamieszkują rozległe terytoria ciągnące się pasem od Azji Mniejszej przez Kaukaz, Azję Środkową i południową Syberię (pas ten ogólnie pokrywa się z Wielkim Stepem) aż niemal po Czukotkę oraz liczne izolowane terytoria w Europie wschodniej, na Bliskim Wschodzie i w Chinach. Ludy tureckie liczą dziś około 150 milionów ludzi.
Kolebki ludów tureckich należy szukać w połowie VI wieku n.e. w Ałtaju, skąd ludy tureckie podjęły intensywną ekspansję, głównie na zachód, trwale zasiedlając kolejne tereny aż po bramy Europy. W średniowieczu ludy tureckie tworzyły liczne państwa, nieraz o ogromnych rozmiarach i mocarstwowym charakterze, które jednak po upadku dominacji koczowników w czasach nowożytnych zostały rozbite przez sąsiednie potęgi o ludności osiadłej – Chiny, Rosję. Wyjątkiem było imperium Turków Osmańskich, które jako potęga polityczna i militarna przetrwało 700 lat do początku XX wieku, obejmując w szczytowym punkcie rozwoju nie tylko cały Bliski Wschód, lecz również znaczne tereny Europy i północnej Afryki. Te jednak nie uległy trwałej turkizacji.

## Państwa i regiony ludów tureckich
Obecnie istnieje sześć narodowych państw tureckich:
- Azerbejdżan – 86,6 tys. km powierzchni, 9,1 mln mieszkańców, w tym 90,6% Azerów,
- Kazachstan – 2.717,3 tys. km² powierzchni, 15,4 mln mieszkańców, w tym 63,1% Kazachów,
- Kirgistan – 198,5 tys. km² powierzchni, 5,4 mln mieszkańców, w tym 69% Kirgizów,
- Turkmenistan – 488,1 tys. km² powierzchni, 5,2 mln mieszkańców, w tym 72% Turkmenów,
- Turcja – 783,6 tys. km² powierzchni, 79,7 mln mieszkańców, w tym 65% Turków,
- Uzbekistan – 447,4 tys. km² powierzchni, 27,6 mln mieszkańców, w tym 80% Uzbeków.

Turecki charakter narodowy ma również nie uznana przez społeczność międzynarodową Turecka Republika Cypru Północnego – 3,4 tys. km² powierzchni, 0,3 mln mieszkańców, w tym 99,6% Turków.
W Federacji Rosyjskiej istnieje kilka autonomicznych republik o – przynajmniej formalnie – tureckim charakterze narodowościowym:
- Ałtaj – 93,0 tys. km² powierzchni, 0,2 mln mieszkańców, w tym 30% Ałtajczyków,
- Baszkiria – 142,9 tys. km² powierzchni, 4,0 mln mieszkańców, w tym 29,8% Baszkirów,
- Kabardo-Bałkaria – 12,5 tys. km² powierzchni, 0,9 mln mieszkańców, w tym 12,7% Bałkarów,
- Karaczajo-Czerkiesja – 14,1 tys. km² powierzchni, 0,5 mln mieszkańców, w tym 41% Karaczajów,
- Jakucja – 3.078,1 tys. km² powierzchni, 0,9 mln mieszkańców, w tym 49,9% Jakutów,
- Tatarstan – 68,0 tys. km² powierzchni, 3,8 mln mieszkańców, w tym 52,9% Tatarów,
- Tuwa – 170,5 tys. km² powierzchni, 0,3 mln mieszkańców, w tym 77% Tuwińców,
- Republika Chakasji – 61,6 tys. km² powierzchni, 0,5 mln mieszkańców, w tym 12,1% Chakasów,
- Czuwaszja – 18,3 tys. km² powierzchni, 1,3 mln mieszkańców, w tym 67,7% Czuwaszów,

W wielonarodowym Dagestanie – 50,3 tys. km² powierzchni, 3,0 mln mieszkańców – 12,9% mieszkańców stanowią tureccy Kumycy.
Turecki charakter narodowy mają również:
- Region Autonomiczny Sinciang-Ujgur w zachodnich Chinach – 1.660,0 tys. km² powierzchni, 21,3 mln mieszkańców, w tym 45% Ujgurów,
- Gagauzja w południowej Mołdawii – 1,8 tys. km² powierzchni, 0,2 mln mieszkańców, w tym 82,0% Gagauzów,
- Karakałpacja w Uzbekistanie – 160,0 tys. km² powierzchni, 1,6 mln mieszkańców, w tym 32,1% Karakałpaków.

Znaczące odsetki ludów tureckich zamieszkują również tereny Iranu, Iraku, Gruzji, Bułgarii, Grecji, Macedonii Północnej, Tadżykistanu, Afganistanu i zachodniej Mongolii. Azerowie irańscy (przeważnie żyjący w Południowym Azerbejdżanie i w większych miastach Iranu) są największym narodem tureckim bez własnego państwa.

## Języki
Posługują się językami tureckimi, należącymi do proponowanej ałtajskiej rodziny językowej. Języki tureckie rozważane są w ugrupowaniach geograficznych, ze względu na wysoką mobilność i mieszanie się Turków między sobą i z innymi ludami precyzyjna klasyfikacja jest niezwykle trudna. W każdej wersji wymienia się sześć grup, ale różny jest ich skład. Dodatkowo w niektórych rodzajach podziału pojawiają się języki niesklasyfikowane w żadnej z grup.
Zaprezentowany podział jest tylko jednym z wariantów. Ostatecznego podziału jak dotąd nie ustalono. Według tej wersji istnieje sześć grup językowych:
- bułgarska z wymarłym językiem starobułgarskim i współczesnym czuwaskim
- wschodnia z językami uzbeckimi, ujgurskim i kilkoma mniejszymi
- północna z ałtajskimi, tuwińskim, jakuckim, chakaskim
- południowa z tureckim, azerbejdżańskim, turkmeńskim, krymskotatarskim i kilkoma mniejszymi
- zachodnia z kazaskim, kirgijskim, baszkirskim, tatarskim, karaczajsko-bałkarskim i wieloma mniejszymi
- w tym sposobie podziału osobną grupę stanowi język urum (zislamizowanych Greków krymskich)

## Korzenie ludów tureckich
Termin „turecki” został po raz pierwszy oficjalnie użyty w VI wieku. Nacjonaliści tureccy twierdzą, że ludami prototureckimi byli Scytowie, Hunowie, Sarmaci, Chazarowie, Pieczyngowie, Alanowie, Kimmerowie i inne ludy stepowe. Jednak, chociaż któreś z nich może reprezentować, do pewnego stopnia, proto-Turków, plemię tureckie lub konfederację plemion, większość uważana jest za społeczności nietureckie. Na pewno w czasach późniejszych Chazarowie i Pieczyngowie byli Turkami, ale Kimmerowie, Sarmaci i Scytowie byli wczesnymi ludami indoeuropejskimi.
Pomimo że stali się ludami osiadłymi i mieszkańcami miast, stara tradycja koczownictwa stworzyła kulturową normę, którą reprezentują bitność, zmysł przywódczy, mobilność, kunszt wojenny, waleczność, hippiczna biegłość i niezwykła zręczność konnych łuczników. Ludy tureckie korzystały z własnych alfabetów np. ujgurskiego. Tradycyjne symbole ludów tureckich obejmujące gwiazdę i półksiężyc pochodzą jeszcze z czasów przed przyjęciem islamu. Turcy byli wtedy powszechnie wyznawcami szamanizmu, są one częścią tureckiej mitologii i tradycji; tak samo jak kolor niebieski, żelazo i ogień. W dobie nacjonalizmów, Turcy jako pierwsi wśród ludów islamskich przyjęli zachodnie idee liberalizmu i świeckich ideologii. Miało to miejsce najpierw pod koniec XIX wieku w Imperium Rosyjskim i zostało zapoczątkowane przez tatarskich intelektualistów Ismaila Gaspirali i Yusufa Akçura, jako reakcja na panslawizm i rusyfikację. Pierwszymi w pełni demokratycznymi i świeckimi republikami w świecie islamskim były tureckie: Idel-Ural założona w 1917 i Demokratyczna Republika Azerbejdżanu w 1918 (obydwa kraje zostały zajęte przez Armię Czerwoną i włączone do Związku Radzieckiego). W 1923 roku powstała świecka Republika Turcji.

## Historia
Powszechnie przyjmuje się, że najstarsi Turcy wywodzą się z Azji Środkowej. Niektórzy uczeni uważają Xiongnu za jedno z pierwszych plemion turecko-mongolskich. Między pierwszymi i dziesiątym wiekiem naszej ery ludy tureckie przemieszczały się ze Środkowej Azji, głównie w kierunku Europy i Bliskiego Wschodu.
Dokładna data pierwszych migracji z pierwotnych siedzib pozostaje nieznana. Pierwsze plemię określane jako tureckie użyczyło swego imienia wielu kolejnym państwom i ludom, byli to Turkuci w VI wieku. Aszyna jako głowa klanu poprowadził swoich ludzi do państwa Rouran zabiegając w ten sposób o włączenie ich do konfederacji i zabezpieczenie przed Chinami. Jego plemię słynęło z kowalstwa. Po upływie stulecia wzmocnili się na tyle, że podbili Rouran tworząc własny pierwszy kaganat turecki (VI–VII wiek), który następnie rozpadł się na kaganat zachodni i wschodni. Oba kaganaty zostały podbite i czasowo (przez około 50 lat) istniały jako protektoraty chińskiej dynastii Tang. Po powstaniu w 682 roku część ich ziem została znowu zjednoczona jako drugi kaganat turecki.
Państwo Protobułgarów istniało w VII–XI w. pierwotnie stanowili oni część Kaganatu Zachodniego, która po usamodzielnieniu się zagroziła najpierw Bizancjum, a następnie podbiła tereny obecnej Bułgarii tworząc z miejscową ludnością słowiańską pierwsze w historii w miarę trwałe państwo słowiańskie, które jednak w XI w. zostało rozbite przez Bizancjum.
Późniejsza historia ludów tureckich obejmuje państwa Karłuków (VIII–X wiek), Ujgurów (VIII–IX wiek), Połowców (IX–XII wiek), Chazarów (VI–VIII wiek), Kirgizów (VI–X wiek), Oguzów, którzy tworzyli różne państwa począwszy od VI po XI wiek; z nich to wywodzą się Pieczyngowie i Turcy Seldżuccy. Ponieważ ludy te zakładały państwa w obszarze między Mongolią a Morzem Kaspijskim, mieli oni kontakt z muzułmanami i stopniowo przejmowali islam. Były jednak również ludy tureckie wyznający inne religie: chrześcijaństwo, judaizm, buddyzm czy manicheizm.
Turcy jako żołnierze pojawili się w armii Abbasydów i z czasem stali się faktycznymi władcami muzułmańskiego Bliskiego Wschodu. Dynastia Seldżuków opanowała obszary Kalifatu Abbasydów (zdobycie Bagdadu 1055 rok) i zdobyła część azjatyckich ziem Bizancjum.
Przez cały ten czas Kirgizi i Ujgurzy walczyli ze sobą i z Imperium Chińskim. Kirgizi osiedli ostatecznie w kraju nazywanym obecnie Kirgistanem. W latach 20. XIII wieku świat ludów tureckich podbity został przez imperium mongolskie. Po jego rozpadzie Tatarzy – pierwotnie jedno z plemion mongolskich – weszli w skład Złotej Ordy, a po jej rozpadzie sformowali chanaty Kazański, Astrachański, Krymski i Syberyjski.
Gdy Sułtanat Rum rozpadł się w wyniku mongolskiej inwazji, szansę wykorzystało kolejne plemię Turków. W Anatolii pojawiło się nowe ważne tureckie państwo – Imperium Osmańskie. Zdołało ono zdominować nie tylko Bliski Wschód, ale również południowo-wschodnią Europę, część południowej Rosji i północną Afrykę. Od końca XVII wieku Imperium Osmańskie stopniowo słabło w obliczu nieudolnej administracji, ciągłych wojen z Austrią i Rosją, oraz pojawienia się narodowościowych ruchów na Bałkanach. Tak oto, po I wojnie światowej, ustąpiło ono miejsca obecnej republice Turcji.
Równocześnie liczne narody tureckie żyły w granicach państw trzecich. Ujguria stanowiła (i stanowi do dziś) część Chin. W ZSRR na 15 republik związkowych 5 tworzyły ludy tureckie. Stan taki utrzymywał się do początku lat 90. XX wieku, gdy wraz z rozpadem Związku Radzieckiego powstało pięć kolejnych państw tureckich (Turkmenistan, Uzbekistan, Kirgistan, Azerbejdżan i Kazachstan).

## Religie

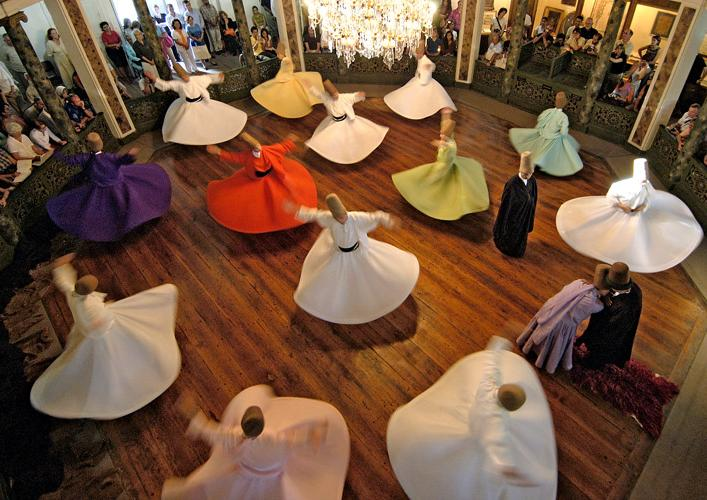
Wirujący derwisze z Turcji

Różne przedislamskie cywilizacje ludów tureckich VI wieku wyznawały szamanizm, jest on religią opierającą się na duchowych i naturalnych elementach ziemi.
Dziś większość Turków jest sunnitami. Islam jest główną religią większości Turków, Baszkirów, Tatarów, Karaczajów, Kazachów, Kumyków, Kirgizów, Bałkarów, Nogajców, Tatarów Krymskich, Turkmenów, Ujgurów, Uzbeków. Azerowie są największym ludem tureckim, który wyznaje szyizm. Kaszkajowie i Chorasańczycy oraz inne plemiona tureckie pozostające pod władzę Iranu są również szyickie. Alewici są największą mniejszością religijną w Turcji zamieszkującą miasta i wsie, są zaangażowani politycznie; wielu tureckich prawników jest Alewitami. Alewici uważają się za muzułmanów, a  związani są z szyizmem. Jednak nie jest to szyizm ortodoksyjny, zaś sami szyici uważają Alewitów za heretyków.
Najliczniejszymi chrześcijanami wśród ludów tureckich są Czuwasze i Gagauzi – oba te narody wyznają prawosławie. W Stambule, Ankarze i Baku istnieją żydowskie synagogi, jednak Karaimi są wyznawcami judaizmu w jego odrębnej – karaimskiej – formie. Na Syberii Ałtajczycy i Chakasi nadal praktykują szamanizm. Jakuci są także szamanistami, choć wielu przyjęło już chrześcijaństwo. Tuwińcy w większości wyznają tybetański buddyzm. Istnieją również niewielkie rozrzucone grupy Turków wyznających inne religie – zwłaszcza bahaizm.
Godny uwagi jest manicheizm, który przez pewien czas był religią Ujgurów i zaniknął ostatecznie w XIV wieku.

## Lista współczesnych ludów tureckich
- Afszarowie
- Ałtajczycy
- Azerowie
- Bałkarzy
- Baszkirzy
- Chakasi
- Chorasańczycy
- Czułymowie
- Czuwasze
- Dołganie
- Gagauzi
- Jakuci
- Karaczajowie
- Karaimi
- Karakałpacy
- Kaszkajowie
- Kazachowie
- Kereszeni
- Kirgizi
- Krymczacy
- Kumycy
- Nagajbacy
- Nogajowie
- Salarowie
- Szorowie
- Tatarzy
- Tatarzy krymscy
- Tofalarzy
- Turkmeni
- Turkmeni iraccy (Turkomeni)
- Turcy
- Tuwińcy
- Ujgurzy
- Uzbecy
- Jugurzy (Jugorowie), zwani też żółtymi Ujgurami